# كيث ميلر
كيث ميلر (بالإنجليزية: Keith Miller)‏ (و. 1919 – 2004 م) هو لاعب كركيت، ولاعب كرة القدم الأسترالية من أستراليا .

## التعليم
تعلم في Melbourne High School

## جوائز
حصل على جوائز منها:
- عضو رتبة الإمبراطورية البريطانية
- Wisden Cricketer of the Year
- Centenary Medal.

## روابط خارجية
- كيث ميلر على موقع إي آس بي آن كريك إنفو (الإنجليزية)
- كيث ميلر على موقع AustralianFootball.com (الإنجليزية)
- كيث ميلر على موقع AFLtables.com (الإنجليزية)
- كيث ميلر على موقع قاعة أستراليا للمشاهير الرياضية (الإنجليزية)